# Allium albotunicatum
Allium albotunicatum — вид трав'янистих рослин родини амарилісові (Amaryllidaceae), поширений у західній Азії.

## Опис
Цибулина яйцеподібна майже куляста, 9–15 × 7–10 мм, зовнішні оболонки від білого до сіруватого кольору. Стеблина 15–60(85) см. Листків 4–5, завдовжки до 20 см. Суцвіття 15–50-квіткові. Листочки оцвітини нерівні, від блідо-зеленого до жовто-зеленого кольору з відтінком пурпурового кольору, зовнішні шириною 4 × 2.3–2.5 мм, внутрішні 4.5 × 2 мм. Пиляки 1.7–1.9 × 0.9–1 мм. Зав'язь яйцеподібно-грушоподібна, гладка, 2 × 2.2 мм. Коробочка зворотно-яйцеподібна, 4–5.5 × 4–5.5 мм. 2n=24 для ізраїльських рослин.

## Поширення
Поширений у західній Азії (азійська Туреччина, Ліван, Сирія, Ізраїль та Палестина).
Цей вид трапляється в середземноморських лісових та чагарникових районах та напівстепових чагарниках. На Західному березі рослина росте на узліссях занедбаних і оброблюваних терас, а також у чагарниках на вапнякових схилах на висоті понад 700 м над рівнем моря.

## Загрози та охорона
На рослину впливає перетворення середовища (будівництво міст та поселень) та сільське господарство у всьому його ареалі, і, як відомо, у результаті є втрати субпопуляцій в Ізраїлі та Палестині.